# Fulcrum (sculpture)
Fulcrum est une grande sculpture de l'artiste américain Richard Serra installé en 1987, près de l'entrée ouest de la gare de Liverpool Street, à Londres, dans le quartier de Broadgate. La sculpture se compose de cinq pièces d'acier Corten, et est haute d'environ 17 mètres. Deyan Sudjic, directeur du Design Museum, l'a désignée comme une des « icônes du design » de Londres,.